# Charles Williams (compositor)
Charles Williams   (Londres, 8 de maig de 1893 - Worthing, 7 de setembre de 1978) va ser un compositor i director d'orquestra britànic, que va aportar música a més de 50 pel·lícules. Tot i que la seva carrera es va desenvolupar des del 1934 fins al 1968, gran part de la seva obra va arribar a la pantalla gran com a música de stock i, per tant, no va ser acreditada.

## Biografia
Williams va néixer a Londres com Isaac Cozerbreit el 1893. Va començar la seva carrera com a violinista independent a teatres, cinemes i orquestres simfòniques i més tard va estudiar composició amb Norman O'Neill a la "Royal Academy of Music". El 1933, va anar a "Gaumont British Films" com a compositor i hi va romandre fins al 1939. Va compondre per a moltes pel·lícules i programes de ràdio britànics i, després del final de la Segona Guerra Mundial, es va convertir en el director de la nova Queen's Hall Light Orchestra. Més tard, va formar la seva pròpia Concert Orchestra.
Va morir a Findon Valley, Worthing, West Sussex, als 85 anys.

## Composicions de música lleugera
Va compondre moltes peces orquestrals i marxes per als seus conjunts, que es van gravar a la categoria de música lleugera "Mood Music" i durant la dècada de 1950 es van familiaritzar com a temes de signatura de cinema i televisió, sovint en els seus propis enregistraments:
- Blue Devils és una marxa popular i el primer èxit de Williams com a compositor. Es va publicar originalment com The Kensington March i va ser escrit per a l'obertura de l'Odeon a Kensington el 1926, on Williams va dirigir l'orquestra del cinema. Quan va deixar el cinema el 1928, la marxa es va canviar el nom de Blue Devils i es va publicar per primera vegada amb aquest nom el 1929,[2] dedicat al regiment de l'exèrcit territorial Kensington Rifles.[3]

- Devil's Galop va ser la melodia del tema de la sèrie de ràdio Dick Barton.
- The Young Ballerina va acompanyar The Potter's Wheel probablement el més famós dels interludis de la BBC dels anys 50.
- The Old Clockmaker va ser escollit com a tema radiofònic de "Jennings at School"
- Girls in Grey, escrita originalment per a la "Women's Junior Air Corp" durant la Segona Guerra Mundial, es va convertir posteriorment en el tema de la "BBC Television Newsreel".
- High Adventure, adaptat lleugerament, encara s'utilitza com a sintonia principal de "Friday Night is Music Night" de BBC Radio 2.
- A Quiet Stroll es va utilitzar per al programa "Farming" de BBC Television en el seu llançament el 1957, així com per a un programa més recent Tracks.
- Rhythm on Rails s'utilitzava sovint en els programes de la "BBC Morning Music·", però al contrari d'alguns informes no era la seva sintonia principal.
- Majestic Fanfare (1935) va ser utilitzat per "l'Australian Broadcasting Corporation" (ABC) durant molts anys com a sintonia principal de les seves emissions de notícies de ràdio i televisió, a partir del 1952.[4] Una versió reorganitzada per Richard Mills el 1988,[5] encara s'utilitza per a les emissions de notícies de ràdio a partir del 2020.[4]

També va compondre el popular concert de piano "pastiche", El somni d'Olwen, per a la pel·lícula While I Live.

## Composicions cinematogràfiques (selecció)
- The Citadel – 1938
- Hey! Hey! USA – 1938
- Strange Boarders – 1938
- They Came by Night (1940)
- Tower of Terror (1941)
- My Wife's Family (1941)
- Kipps – 1941
- The Night Has Eyes – 1942
- The Young Mr. Pitt – 1942
- Women Aren't Angels – 1942
- Warn That Man – 1943
- Thursday's Child – 1943
- Medal for the General – 1944
- English Without Tears – 1944
- The Way to the Stars – 1945 (amb Nicolas Brodszky)
- Carnival – 1946
- Quiet Weekend – 1946
- While I Live – 1947 (The Dream of Olwen va aparèixer en aquesta pel·lícula)
- The Romantic Age – 1949
- The Apartment – 1960 (Jealous Lover, utilitzat per primera vegada a The Romantic Age (1949)[6] i també conegut com "Theme from The Apartment")